# Sant Jaume de Pineda de Mar
Sant Jaume de Pineda de Mar és una església de Pineda de Mar (Maresme) inclosa a l'Inventari del Patrimoni Arquitectònic de Catalunya.

## Descripció

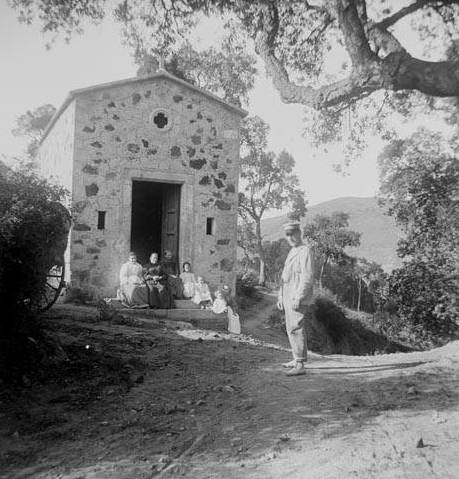
La capella de Sant Jaume en una imatge de 1897

Petita ermita de planta rectangular amb porta amb llinda de pedra, un lòcul petit al damunt, i, al cim de la façana, una espadanya amb la corresponent campana. Tota l'obra està feta amb pedra (maçoneria), excepte l'espadanya que fou construïda amb totxanes. L'òcul és qui dona llum a l'interior.

## Història
És d'origen recent, essent construïda fa entre cent i cent cinquanta anys. Pels seus voltants, s'han trobat restes de cases ibèriques del segle IV a.C. Des de l'any 1926, amb interrupcions, s'hi ha anat celebrant un aplec de sardanes. Només s'obre un cop a l'any: el 25 de juliol, festa de Sant Jaume.